# Ронкачо (Варезе)
Ронкачо је насеље у Италији у округу Варезе, региону Ломбардија.
Према процени из 2011. у насељу је живело 61 становника. Насеље се налази на надморској висини од 245 м.